# Czerwienica prawdziwa
Czerwienica prawdziwa, choroba Vaqueza (łac. polycythemia vera) – pierwotna choroba mieloproliferacyjna, przebiegająca ze zwiększeniem liczby erytrocytów, granulocytów i płytek krwi, z przewagą erytropoezy.

## Epidemiologia
Występuje z częstością 2:100 000, częściej u mężczyzn po 50. roku życia.

## Etiopatogeneza
Nie do końca poznana. Czasem może przechodzić w przewlekłą białaczkę szpikową.

## Objawy
- drętwienie rąk i nóg
- krwioplucie
- żylaki odbytu[1]

- bóle i zawroty głowy
- szum w uszach
- zmęczenie
- duszność wysiłkowa
- krwawienie z nosa
- zaburzenia widzenia
- erytromelalgia
- nadciśnienie tętnicze
- sinoczerwonawe zabarwienie nosa, uszu, warg i spojówek (łac. plethora polycythaemica)
- świąd skóry – charakterystycznym objawem dla czerwienicy prawdziwej jest jego nasilenie po gorącej kąpieli; ma to najprawdopodobniej związek z degranulacją mastocytów
- powiększenie śledziony i/lub wątroby
- zastoinowe naczynia żylne w badaniu dna oka
- objawy dny moczanowej

## Powikłania
- zakrzepy żylne lub tętnicze (udar mózgu, zawał mięśnia sercowego, zakrzepica żył powierzchniowych, zakrzepica żył głębokich, zatorowość płucna)
- skaza krwotoczna
- zwłóknienie szpiku i w konsekwencji jego niewydolność
- rozwój ostrej białaczki
- choroba wrzodowa żołądka i dwunastnicy

## Rozpoznanie
Kryteria rozpoznania czerwienicy prawdziwej według WHO 2016:
Kryteria większe
- Hb > 16,5 g/dl (M)  Hb > 16,0 g/dl (K) lub Ht > 49% (M) Ht > 48% (K) lub zwiększona masa krążących erytrocytów <25%
- Szpik bogatokomórkowy z cechami trójukładowej proliferacji (linia erytro-, granulo- i megakariocytowa)
- Mutacja V617F JAK2 lub mutacja JAK2 w eksonie 12   

Kryteria mniejsze
- Stężenie erytropetyny w surowicy poniżej normy

Do rozpoznania czerwienicy prawdziwej niezbędne jest stwierdzenie wszystkich trzech kryteriów większych lub pierwszych dwóch kryteriów większych i kryterium mniejszego.

## Leczenie
- hydroksykarbamid
- interferon α w razie potrzeby
- anagrelid – w przypadku zagrażającej życiu nadpłytkowości
- busulfan lub radioaktywny fosfor
- pirymetamina i pipobroman – w razie nieskuteczności hydroksykarbamidu
- leki przeciwzakrzepowe
- allopurynol – w razie hiperurykemii
- leki przeciwhistaminowe lub naświetlenia – w przypadku świądu
- puszczanie krwi[1]
- agonisty hepcydyny[2]

## Rokowanie
Średni czas przeżycia chorego nieleczonego wynosi 2 lata. U chorego leczonego wydłuża się do 15 lat.